# Герб Бердичева
Герб Берди́чева — офіційний символ міста Бердичів Житомирської області, затверджений 22 грудня 1998 року рішенням Бердичівської міської ради. Герб є промовистим.
Автором герба є А. Ґречило.

## Опис
У зеленому полі перекреслений бердиш та кадуцей — жезл бога торгівлі Меркурія. Навколо них 4 золоті 8-променеві зірки.
За основу герба взято іспанську форму геральдичного щита, який, відповідно до сучасних вимог, вписано в декоративний картуш, увінчаний міською короною, що вказує на статус міста.

## Значення символіки
Жезл бога торгівлі Меркурія свідчить про минуле Бердичева як — одного з основних центрів торгівлі. Зображений бердиш відображає історію виникнення Бердичева як укріпленого містечка на шляху ворожих набігів, а також розкриває одну з версій про походження назви міста.
Золоті зірки є символом постійності, у конкретному випадку вони можуть відображати значення міста для української, польської, литовської і єврейської культур.
Зелений колір підкреслює багатство навколишньої природи.

## Історія
Бердичів із 1793 р. до 1844 р. входив до Волинської губернії, а з 1845 р. став повітовим містом Київської губернії, відтак дістав право на свій герб.
У ювілейному фотоальбомі, який було видано у 1913 р. на честь 300—річчя династії Романових, серед зображень усіх гербів Російської імперії можна побачити зовсім інший герб Бердичева. На фоні французького гербового щита (одна з 5 форм західноєвропейського щита) зображено перехрещене веретено й елемент, що схожий на стилізований кадуцей (жезл бога торгівлі Меркурія). Герб вінчає імператорська корона, а щит обрамлено орденською стрічкою, що тримається на перехрещених царських жезлах із двоголовими орлами.

### Проект Б. Кене
У 1867 р. Б. Кене розробив проект нового герба міста: у червоному полі срібна стіна з червоними швами і шість золотих монет. У вільній частині — герб Київської губернії. Щит увінчаний срібною міською короною з трьома вежками та обрамований двома золотими колосками, оповитими Олександрівською стрічкою. Затвердження не отримав.